# Ferdinand von Hompesch zu Bolheim
Ferdinand von Hompesch zu Bolheim (ur. 9 listopada 1744 roku, zm. 12 maja 1805 roku) – 71. Wielki Mistrz Zakonu Rycerzy Szpitalników Świętego Jana Jerozolimskiego w latach 1797–1799. Był pierwszym Niemcem obranym na to stanowisko. To w czasie jego rządów Zakon utracił na rzecz Francji swoją wyspiarską siedzibę, którą zawiadywał od roku 1530.

## Życie

### Początek kariery
Hompesch urodził się 9 listopada 1744 roku w wiosce Bolheim, będącej dzisiaj częścią miasta Zülpich w regionie Eifel, w Niemczech. Na chrzcie otrzymał imiona Ferdinand Joseph Antoine Herman Louis. Wstąpił do Zakonu Rycerzy Szpitalników 10 lipca 1761 roku, w wieku lat 14, na co potrzebował otrzymać dyspensę ze Stolicy Apostolskiej. Służył jako paź Wielkiego Mistrza Manuela Pinto de Fonseca. W roku 1768 został wyniesiony do pozycji kasztelana, w roku 1770 awansował na lieutenanta, odpowiedzialnego za sprawdzanie okrętów i fortyfikacji Zakonu. W roku 1774 otrzymał pod swą opiekę amunicję na wyspie.
Pod koniec roku 1775 został przedstawicielem Zakonu w sądzie cesarza] w Wiedniu. Służbę tę pełnił przez następne 25 lat. Następnego roku został podniesiony do rangi posiadacza Wielkiego Krzyża, co uczyniło go członkiem Stałej Rady Zakonu. W tym okresie starał się zjednoczyć protestancką gałąź Zakonu, powstałą w Niemczech, z Zakonem katolickim. Nie doszło to do skutku z powodu sprzeciwu rycerzy niemieckich. W latach następnych otrzymywał zwierzchnictwo nad komturiami w Rothenburgu (1777), Herford (1783), Bazylei i Dorlisheim (1785) – gdzie jego Chateau Saint Jean jest teraz główną siedzibą firmy Bugatti Automobiles, Sulz, Colmar i Miluzie (1786) oraz Villingen-Schwenningen, w Schwarzwaldzie (1796). W roku 1796 został mianowany Wielkim Baliwem (Grand Bailiff) Języka Niemieckiego, stacjonującym w Brandenburgii.

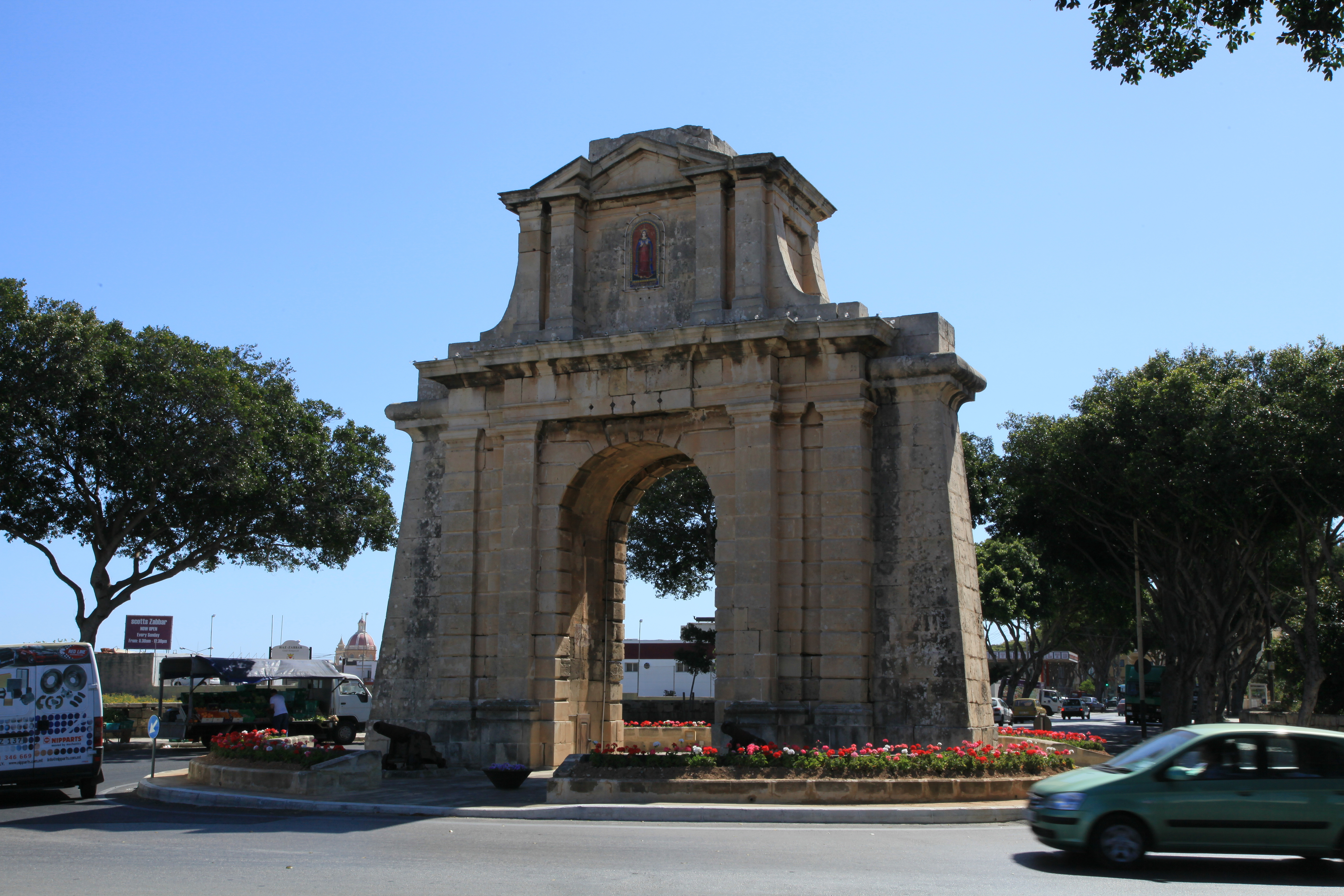
Brama Hompescha w mieście Żabbar.

17 lipca 1797 roku Ferdinand von Hompesch został wybrany Wielkim Mistrzem, co dało mu również tytuł „Książę Kościoła”. Jako Wielki Mistrz, podniósł miasteczka (town) Żabbar, Żejtun oraz Siġġiewi do statusu miasta (city).

### Utrata Malty
W roku 1798 Hompesch został uprzedzony, że flota francuska, płynąca do Egiptu pod wodzą Napoleona, zamierza również zaatakować Maltę. Niestety zlekceważył on ostrzeżenie i nie podjął żadnej akcji, aby wzmocnić obronę wyspy. 6 czerwca 1798 roku, przednia eskadra floty francuskiej osiągnęła Maltę. Zezwolono jednemu okrętowi na wpłynięcie do portu, w celu naprawy uszkodzeń. 9 czerwca przybyła reszta floty. Francuzi mieli 29 000 mężczyzn przeciwko 7000 Hompescha. Napoleon zażądał możliwości wpłynięcia do portu całej floty, pod pretekstem pobrania świeżej wody. Hompesch odpowiedział, że jedynie dwa okręty mogą wpłynąć do portu jednocześnie. Napoleon uznał to za prowokację i zarządził inwazję na wyspy.

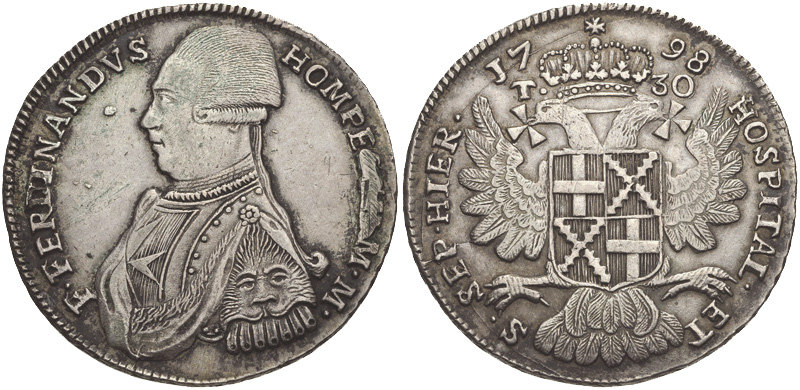
Moneta o nominale 30 Tarì, datowana 1798, wybita przez Ferdinanda von Hompesch.

10 czerwca rozpoczęło się schodzenie Francuzów na ląd. Siły francuskie były wspomagane przez miejscowych powstańców, wielu z Maltańczyków chciało usunięcia Zakonu z wysp. Ponieważ reguły Zakonu zakazywały walki z innymi chrześcijanami, wielu francuskich członków Zakonu nie chciało walczyć z najeźdźcami. Hompesch skapitulował 11 czerwca. Następnego dnia podpisany został układ, w którym Zakon przekazał francuskiemu Dyrektoriatowi władzę nad wyspami. W zamian, Republika Francuska obiecała „użyć wszystkich swoich wpływów na kongresie w Rastatt, aby znaleźć księstwo dla Wielkiego Mistrza, jako ekwiwalent za to, które musiał porzucić”. Hompesch miał otrzymywać też roczną emeryturę.

### Lata końcowe
18 czerwca Ferdinand von Hompesch opuścił Maltę, wyjeżdżając do Triestu, gdzie ustanowił nową siedzibę Zakonu. 6 lipca 1799 roku złożył urząd Wielkiego Mistrza i wyjechał do Lublany. W roku 1804 przeniósł się do Montpellier we Francji, gdzie rok później, 12 maja, zmarł bez grosza na astmę. Pochowany jest w kościele św. Eulalii w tym mieście.